# Lia Manoliu

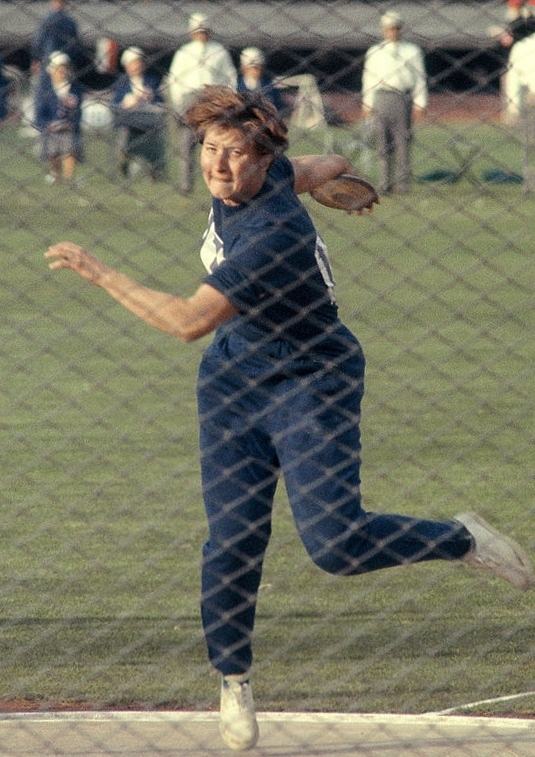
Lia Manoliu bei den Olympischen Spielen 1964

Lia Manoliu (* 25. April 1932 in Chișinău; † 9. Januar 1998 in Bukarest) war eine rumänische Diskuswerferin. Sie nahm von 1952 bis 1972 an sechs Olympischen Spielen teil und gewann eine Gold- sowie zwei Bronzemedaillen.
Bei ihrer ersten Teilnahme an den Olympischen Spielen in Helsinki 1952 belegte sie den sechsten Platz. 1956 in Melbourne kam sie nur auf den neunten Platz, gewann dann aber bei den beiden folgenden Spielen in Rom und Tokio jeweils die Bronzemedaille. Für die Teilnahme an den Sommerspielen 1968 in Mexiko-Stadt wurde Lia Manoliu ursprünglich vom rumänischen Verband nicht mehr vorgesehen, sie sicherte sich dennoch einen Startplatz und gewann trotz Verletzung mit 36 Jahren die Goldmedaille vor der hoch favorisierten Liesel Westermann. Bei den Spielen 1972 in München beendete sie ihre sportliche Karriere mit dem neunten Platz. Bemerkenswert ist, dass sie bei jeder Olympiateilnahme eine Steigerung ihrer Leistung erzielte.
Lia Manoliu war von 1990 bis 1992 für die Partei FSN Mitglied des rumänischen Senats. Außerdem war sie von 1990 bis 1998 Vorsitzende des Nationalen Olympischen Komitees von Rumänien.
Sie starb 1998 an einem Herzinfarkt, nachdem sie nach einer Hirntumoroperation ins Koma gefallen war.
Das ehemalige Nationalstadion in Bukarest war nach ihr benannt. Der nationale Sportkomplex neben dem Stadion trägt weiter ihren Namen. Zu dem Komplex gehören eine Leichtathletikhalle, ein Leichtathletikstadion, eine Schwimmhalle, ein Freiluftschwimmbecken, Tennisplätze und ein Sport-Hotel.

## Erfolge im Einzelnen
- 1952, Olympische Spiele Helsinki: Platz 6 (42,64 m)
- 1956, Olympische Spiele Melbourne: Platz 9 (43,90 m)
- 1960, Olympische Spiele Rom: Platz 3 (52,36 m)
- 1964, Olympische Spiele Tokio: Platz 3 (56,96 m)
- 1968, Olympische Spiele Mexiko-Stadt: Platz 1 (58,28 m)
- 1969, Europameisterschaften Athen: Platz 4 (57,38 m)
- 1972, Olympische Spiele München: Platz 9 (58,50 m)